# ウィリアム・ディーン (技術者)
ウィリアム・ディーン（英語: William Dean、1840年1月8日 - 1905年9月4日）はイギリスのグレート・ウェスタン鉄道（GWR）の3代目の機関車・客貨車総監督である。ロンドン・ニュークロスにあるホーズ石鹸工場の管理者、ヘンリー・ディーンの二男として生まれた。ウィリアムはヘイバーダッシャーズ・カンパニー・スクール (Haberdashers' Company School) で教育を受けた。彼はジョセフ・アームストロングの後を継いで、1877年にグレート・ウェスタン鉄道の機関車・客貨車総監督に就任した。彼は1902年に引退して、ジョージ・チャーチウォードが後を継いだ。彼が設計した有名な蒸気機関車は、3252形、3300形、長く使われた2301形などである。

## 見習い期間
彼は、15歳の時からグレート・ウェスタン鉄道ウルヴァーハンプトン工場のジョセフ・アームストロングの下で見習いをした。8年の見習い期間中、彼は夜間のウルヴァーハンプトン労働者大学に出席し、数学と技術に優れていた。1863年に見習い期間を終えて、アームストロングの主任助手となった。

## グレート・ウェスタン鉄道における地位
1年後、ジョセフ・アームストロングはグレート・ウェスタン鉄道の機関車総監督の地位に昇任し、スウィンドン工場に赴任した。ジョセフの弟のジョージ・アームストロングが北部局の機関車総監督の地位を引き継ぎ、その下でディーンはスタッフォード・ロード工場の管理者をしていた。この組み合わせは1868年まで続き、ジョセフ・アームストロングがその年にディーンをスウィンドン工場における主任助手に任命した。1877年にジョセフ・アームストロングが心臓発作によって突然死去すると、ディーンが総監督に就任した。

## 改軌可能な機関車
当時、グレート・ウェスタン鉄道ではまだ広軌が使われていたが、標準軌への改軌が進行中であった。ディーンの初期の設計のうちのいくらかは、改軌可能になっており、標準軌への改造が容易であった。

## 死去
ディーンは機関車総監督を務めた最後の数年間病気になっており、次第にチャーチウォードに責任を委ねて行った。彼は1902年6月に引退して、自分のために購入しておいたフォークストンにある家に引っ越したが、そこで3年後に亡くなった。